# 歌鸲苇莺
歌鸲苇莺(学名:Acrocephalus luscinius)(查莫罗语:ga`ga` karisu，意为芦苇之鸟)是太平洋关岛特有的一种苇莺。最后一次见到它们是于1960年代，它们因为棕树蛇等外来物种的入侵而灭绝。

## 描述
歌鸲苇莺是一种大型、瘦长的苇莺，体长达18厘米，它们的鸟喙很长，有着蓬乱的羽毛和直立的头羽。羽毛呈暗橄榄黄色，眉毛和下半段身体呈暗黄色。歌鸲苇莺常常在野外鸣叫，它们是叫声是一种响亮的咕咕声或tchack声，雄性歌鸲苇莺常常发出一种响亮，悠长，多变且复杂的鸣叫。